# Accidente ferroviario de Arévalo de 1944
El Accidente ferroviario de Arévalo de 1944 ocurrió el día 11 de enero de 1944 en la estación de Arévalo, situada en la línea férrea de Madrid a la frontera francesa en Irún, y ubicada en el municipio del mismo nombre, en la provincia de Ávila, Castilla y León, España. Se produjo al chocar por alcance en el interior de la citada estación dos trenes de viajeros, uno de los cuales se hallaba detenido en la misma. En el accidente perdieron la vida 41 personas y otras 78 resultaron heridas de gravedad, según los datos oficiales del régimen franquista. Medios extranjeros informaron de 96 muertos y 100 heridos.

## Trenes implicados en el accidente
Los trenes implicados en el accidente fueron el correo número 21 Madrid – La Coruña y el expreso número 1 Madrid – Hendaya. El correo partió de Madrid formado por locomotora y diez coches (furgón, dos furgones postales -uno con destino Coruña y otro Vigo-, un coche mixto primera clase/camas, dos mixtos primera/segunda y cuatro coches de tercera clase), y el expreso por locomotora y trece coches (furgón, coche correo, dos coches - cama, cuatro coches de primera clase, uno de segunda clase, dos de tercera clase y dos mixtos de primera/tercera clase).

## Sucesos previos al accidente
El tren correo número 21 había partido de la madrileña estación de Príncipe Pío a las 22:15 horas, 45 minutos antes de que desde la misma estación efectuase también su salida el expreso número 1. El trayecto del tren correo se desarrolló con normalidad hasta la estación de Sanchidrián, donde a la salida uno de los ambulantes que prestaban servicio en el primero de los dos furgones postales que llevaba dicho tren (JT-10 y JT-5), tiró de un aparato de alarma al sentir un ruido extraño procedente de la parte baja de dicho coche; igualmente un viajero del coche de primera que seguía en la composición del tren a los furgones postales también activó un aparato de alarma al observar que de debajo de uno de los mismos salían chispas y saltaban piedras. 
El tren correo llegó a Arévalo a las 02:25 del día 11 de enero, con 16 minutos de retraso sobre su horario normal. Al detenerse el tren, el maquinista se dirigió al visitador en ruta (mecánico ambulante) de servicio en el tren para indicarle que el sistema de freno de vacío al tren no funcionaba correctamente, por lo que era necesario hacer una revisión del mismo. El personal de los furgones postales igualmente comunicó la anormalidad que habían detectado en el coche que ocupaban. El visitador, tras comprobar los frenos del referido coche, observó que efectivamente se había desprendido parte de la timonería del freno de uno de los ejes del boggie delantero del primer furgón postal al haberse soltado un tornillo de la misma, por lo que una pieza venía arrastrando (de ahí las chispas y las piedras saltando que observaron los viajeros del coche de primera clase); el visitador comunicó al maquinista que tardaría en arreglar la avería unos diez minutos. El tren correo quedó así detenido en la vía de circulación descendente (vía I de la estación), a la espera de que la avería fuese reparada para continuar su viaje.
Entre tanto, el tren expreso número 1 efectuaba su viaje con normalidad; no tenía paradas comerciales programadas hasta Ávila, pero en Navalgrande hubo de efectuar una parada técnica por hallarse la vía ocupada por el mercancías número 1025, que circulaba delante de él. El expreso adelantó al citado tren de mercancías en la siguiente estación (Guimorcondo) y probablemente debido a la referida parada llegó a Ávila con algunos minutos de retraso. La parada en la capital abulense se desarrolló sin incidencias. Cuando el expreso pasó por la estación anterior a Arévalo (Adanero) su retraso había disminuido pero aun circulaba con algunos minutos de demora sobre el horario previsto. El expreso no tenía establecida parada comercial en Arévalo, siendo la siguiente parada de la ruta Medina del Campo, estación donde se producía su enlace con el tren correo 516 procedente de Lisboa, que llevaba coches directos a Hendaya que se unían al primer tren citado.

## El Accidente
El plazo de diez minutos que el visitador en ruta del tren correo estimó necesario para reparar la avería detectada en el primer furgón correo se alargó más de lo previsto, y el tren continuó detenido en la vía de circulación descendente de Arévalo (la más cercana al edificio de viajeros). Ésta era la que de ordinario se utilizaba para la parada de los trenes que circulaban en sentido hacia la frontera francesa, pues no existían más vías de ese lado de la estación. El correo no fue apartado fuera de la vía de circulación porque la parada prevista no era muy larga y por el peligro que entrañaba circular sobre los desvíos con la pieza del freno desprendida, ya que ello podía dañar los cambios de agujas e incluso provocar el descarrilamiento del coche afectado. 
A las 02:45, según declaró el personal que se encontraba de servicio en la estación en ese momento, así como varios otros testigos -Incluyendo un Guardia Civil que realizaba labores de vigilancia- el expreso entró a gran velocidad en la estación y chocó contra la parte trasera del tren correo. De acuerdo con la declaración de los testigos, la locomotora del expreso venía dando contravapor, con los areneros abiertos y de las ruedas salían numerosas chispas debido al sobrecontacto de las zapatas de freno sobre las ruedas; así mismo, éstos pudieron oír la explosión de los petardos de aviso colocados sobre los carriles a la altura de la señal de entrada que advertían del rebase no autorizado de la misma. 
Debido a la colisión resultaron aplastados los dos últimos coches del correo, -unidades de tercera clase de caja de madera-, lo que originó el elevado número de víctimas. Según datos oficiales del régimen, fueron 41 muertos y 78 heridos. Sin embargo, al menos el diario italiano La Stampa informó de 96 personas muertas y 100 heridas.

### La censura
La censura franquista prohibió informar sobre el accidente y nunca se publicó un listado de víctimas. Tan solo se permitió una breve crónica de veinte líneas en la última página de la edición vespertina del Diario de Ávila, sin ninguna fotografía.

## Causas del accidente
El proceso penal por el accidente comenzó dos semanas después del mismo en Madrid, ante el Juzgado Especial de Accidentes Ferroviarios de la Primera Región Militar, por procedimiento sumarísimo ordinario. Otros quince días después, el 11 de febrero, el referido juzgado dictó sentencia condenatoria para el maquinista de la locomotora del expreso por el delito de negligencia, al entender que el accidente se debió a que éste no había frenado a tiempo. Es extremadamente dudoso que se pudiera realizar una investigación en profundidad en un periodo tan breve de tiempo y menos con los limitados medios de la época.
Según concluyó la apresurada investigación, tanto la señal avanzada de entrada a Arévalo del lado Madrid como la de entrada del mismo lado se hallaban convenientemente cerradas, al hallarse ocupada por el correo la vía que el expreso debía utilizar para efectuar su paso por la estación, debiendo haberse detenido el expreso a la entrada de la estación hasta que se hubiese producido la salida del correo o bien se le hubiese permitido su entrada para adelantar al mismo utilizando otra vía; según el sumario del juicio, antes de llegar a Arévalo no se produjo ninguna incidencia en el sistema de freno del expreso, habiéndose podido detener el tren normalmente en las dos paradas que hizo (la de Navalgrande y la de Ávila); asimismo, dicho sumario concluyó que cabía poca posibilidad de un fallo en el sistema de freno entre Ávila y Arévalo, pues la locomotora que remolcaba el expreso (la Norte 4608, luego RENFE 241-4008), hacía solo dos meses que había salido de efectuar una operación de revisión completa (la que en el argot ferroviario se conoce como “levante”).
El sumario, sin embargo, no indica si el sistema de freno de la locomotora fue revisado tras el accidente para comprobar si había existido o no fallo en él: tan solo expresa que no existía mal funcionamiento en el freno de ninguna de las unidades remolcadas del tren, las cuales parece que fueron probadas al día siguiente del accidente con otra locomotora funcionando normalmente. 
Tras el juicio al maquinista se abrieron diligencias por el mismo juzgado para determinar si el resto del personal de la estación y del tren correo podían haber incurrido en algún tipo de responsabilidad por el accidente. Sin embargo, las investigaciones concluyeron que dicho personal no había cometido falta alguna. En el juicio, asimismo, se concluyó que el accidente había sido causa de un descuido del maquinista, descartando toda posible acción cometida deliberadamente por éste o por otras personas para provocar el accidente.

## El accidente y la concesión a Arévalo del título de “ciudad muy humanitaria”
Con ocasión del ejemplar comportamiento de la población de Arévalo en la asistencia prestada a las víctimas la noche del accidente, por Decreto de 28 de diciembre de 1945, se dispuso el ingreso de la Villa en la Orden Civil de Beneficencia, siéndole concedida además a la localidad el título de “Muy Humanitaria” que desde entonces figura en su escudo.